# Nematocryptus leptonotus
Nematocryptus leptonotus là một loài tò vò trong họ Ichneumonidae.